# Kanton Chantonnay
Kanton Chantonnay (fr. Canton de Chantonnay) je francouzský kanton v departementu Vendée v regionu Pays de la Loire. Tvoří ho osm obcí.

## Obce kantonu
- Bournezeau
- Chantonnay
- Rochetrejoux
- Saint-Germain-de-Prinçay
- Saint-Hilaire-le-Vouhis
- Saint-Prouant
- Saint-Vincent-Sterlanges
- Sigournais